# Tetrahalogenmethane
Die Tetrahalogenmethane (THM) sind organische Verbindungen, in denen im Methan alle vier Wasserstoffatome durch Halogene ersetzt sind. Tetrahalogenmethane zählen zu den Halogenalkanen bzw. zur Untergruppe der Halogenmethane.

## Vertreter
| Strukturformel |                  |                  |                 |                     |
| Name           | Tetrafluormethan | Tetrachlormethan | Tetrabrommethan | Tetraiodmethan      |
| Schmelzpunkt   | −184 °C          | −23 °C           | 90,1 °C         | 171 °C (Zersetzung) |
| Siedepunkt     | −128 °C          | 76,7 °C          | 189,5 °C        | –                   |
| Kalottenmodell |                  |                  |                 |                     |

Es sind von allen Halogenen die korrespondierenden Tetrahalogenmethane bekannt: Tetrafluormethan (Tetrafluorkohlenstoff), Tetrachlormethan (Tetrachlorkohlenstoff), Tetrabrommethan (Tetrabromkohlenstoff), Tetraiodmethan (Tetraiodkohlenstoff).
Daneben gibt es eine Reihe gemischter Tetrahalogenmethane, zum Beispiel Trifluoriodmethan, Dibromdifluormethan oder Bromchlorfluoriodmethan.